# Birgitt Pagenberg
Birgitt Pagenberg (geboren 8. März 1945) ist eine deutsche Juristin. Sie war von 1999 bis 2010 Richterin am Bundespatentgericht in München.

## Beruflicher Werdegang
Birgitt Pagenberg erwarb nach dem Studium der Rechtswissenschaften in Harvard den Titel Master of Laws.
Sie war vor ihrer Ernennung zur Richterin am Bundespatentgericht 1999 Regierungsdirektorin. Am 1. Juli 1999 wurde sie – zunächst als Richterin kraft Auftrags – zur Richterin an das Bundespatentgericht berufen. Ab dem Jahr 2000 war sie Mitglied in einem Marken-Beschwerdesenat. 2003 wurde sie dort zusätzlich regelmäßige Vertreterin des Vorsitzenden. 2006 wechselte sie in einen Technischen Beschwerdesenat.
2010 trat sie in den Ruhestand.